# Бернд Дюрнбергер
Бернд Дюрнбергер (нім. Bernd Dürnberger, нар. 17 вересня 1953, Кірханшерінг) — німецький футболіст, що грав на позиції півзахисника. Гравець мюнхенської «Баварії» періоду її найбільших успіхів у 1970-х і в першій половині 1980-х.

## Ігрова кар'єра
У дорослому футболі дебютував 1972 року виступами за команду клубу «Баварія», кольори якої і захищав протягом усієї своєї кар'єри гравця, що тривала чотирнадцять років. Більшість часу, проведеного у складі мюнхенської «Баварії», був основним гравцем команди. За цей час тричі поспіль (у 1974—1976 роках) виборював титул володаря Кубка чемпіонів УЄФА, ставав володарем Міжконтинентального кубка, п'ять разів був чемпіоном ФРН і двічі вигравав Кубок ФРН.
При цьому, провівши на початку 1970-х 15 матчів за юнацьку збірну ФРН, у подальшому викликався лише до другої збірної країни і за головну збірну ФРН так і не дебютував. Таким чином, вигравши одинадцять трофеїв на клубному рівні, разом з нідерландським голкіпером Гейнцем Стеєм є рекордсменом за кількістю клубних досягнень серед гравців, що не провели жодної гри за свою національну збірну.

## Титули і досягнення
- Володар Кубка чемпіонів УЄФА (3):

«Баварія»: 1973-1974, 1974-1975, 1975-1976
- Володар Міжконтинентального кубка (1):

«Баварія»: 1976
- Чемпіон Німеччини (5):

«Баварія»: 1972-1973, 1973-1974, 1979-1980, 1980-1981, 1984-1985
- Володар Кубка Німеччини (2):

«Баварія»: 1981-1982, 1983-1984